# Мусанг
Мусанг, или обыкновенный мусанг, или малайская пальмовая куница, или малайская пальмовая циветта (лат. Paradoxurus hermaphroditus) — вид млекопитающих из семейства виверровых, обитающий в Южной и Юго-Восточной Азии и известный своей ролью при производстве сорта кофе «копи-лувак».

## Описание
Жёсткая густая шерсть мусанга окрашена в серый цвет. На спине чёрные полосы, на плечах и боках переходящие в отдельные пятна. Лапы, уши и мордочка окрашены в чёрный цвет, на мордочке имеются белые узоры. Эпитет hermaphroditus был дан за напоминающие яички и выделяющие аромат железы, которые имеются у представителей обоих полов. Длина тела мусанга составляет от 48 до 59 см, длина хвоста — от 44 до 54 см. Масса животного варьирует от 2,5 до 4 кг.

## Распространение

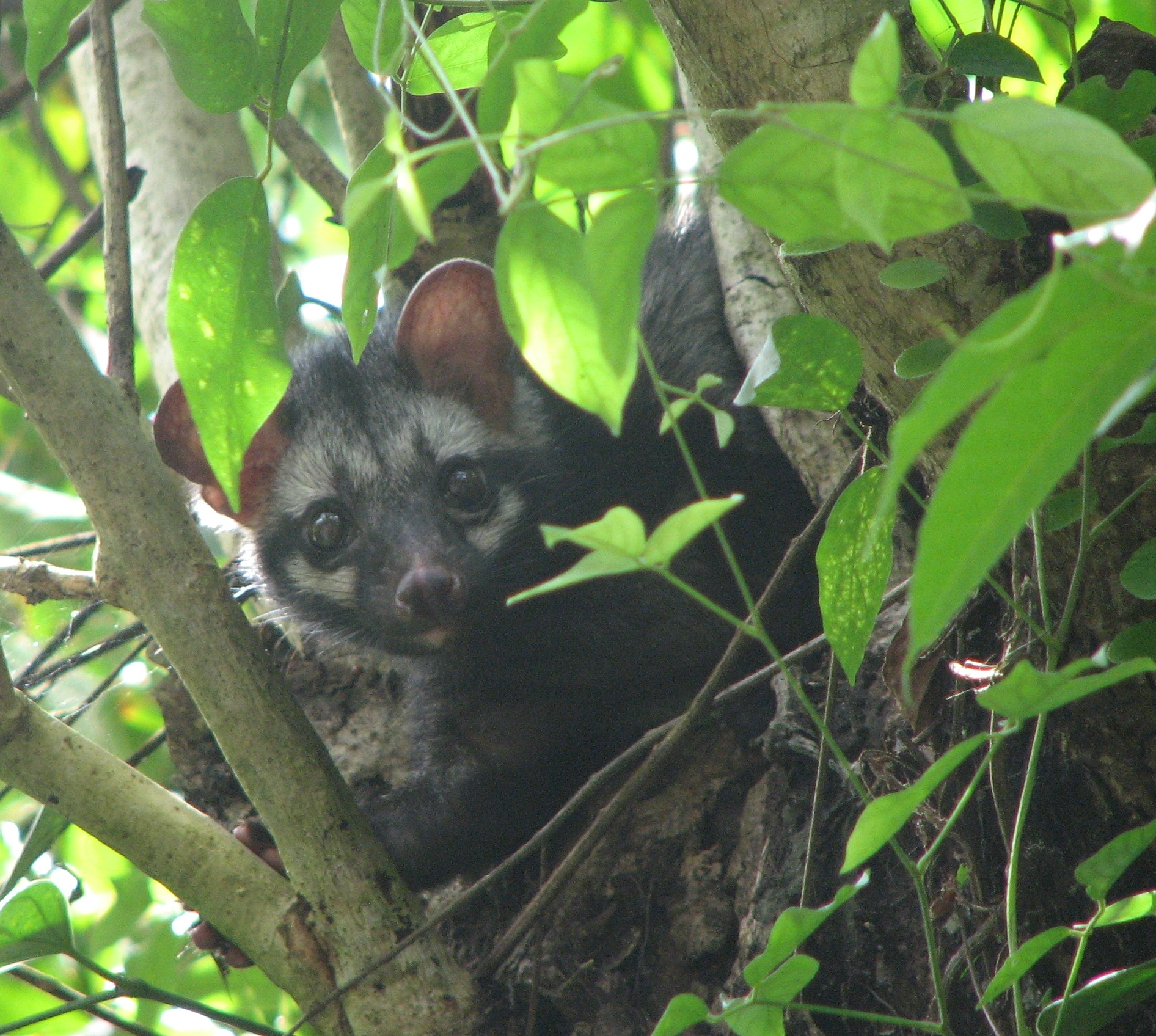

Мусанги встречаются по всей Южной и Юго-Восточной Азии, их ареал охватывает Индию, Шри-Ланку, юг Китая, включая остров Хайнань, а также всю материковую часть Индокитая и многочисленные острова, такие как Суматра, Калимантан, Ява и южные Филиппины. На некоторых малых островах они, вероятно, являются завезённым видом. Обитают в тропических лесах.

## Поведение
Как и большинство виверровых, мусанг активен исключительно ночью. Он живёт главным образом на деревьях и умеет хорошо лазать. Днём он спит в развилках ветвей или дуплах стволов. Вне брачного периода он ведёт одиночный образ жизни. В некоторых регионах мусанги приспособились к жизни рядом с человеком, обживая чердаки и конюшни. Бывают случаи, когда они наносят ущерб плантациям кофе. Будучи всеядными животными, они ищут плоды, а также насекомых, червей и птичьи яйца. Иногда им удаётся добыть птицу или зверька из семейства беличьих.
После 60-дневной беременности самка в дупле рождает на свет от двух до пяти детёнышей, которые в течение года питаются молоком. В неволе продолжительность жизни мусанга может достигать 25 лет.

## Подвиды
Мусанги образуют наибольшее количество подвидов среди всех представителей семейства виверровых — 30 подвидов:
- P. h. hermaphroditus
- P. h. balicus
- P. h. bondar
- P. h. canescens
- P. h. canus
- P. h. cochinensis
- P. h. dongfangensis
- P. h. enganus
- P. h. exitus
- P. h. javanica
- P. h. kangeanus
- P. h. laotum
- P. h. lignicolor
- P. h. milleri
- P. h. minor
- P. h. musanga
- P. h. nictitans
- P. h. pallasii
- P. h. pallens
- P. h. parvus
- P. h. philippinensis
- P. h. pugnax
- P. h. pulcher
- P. h. sacer
- P. h. scindiae
- P. h. senex
- P. h. setosus
- P. h. simplex
- P. h. sumbanus
- P. h. vellerosus

## Охрана
Внесена в Приложение III CITES в Индии. Подвид P. hermaphroditus lignicolor занесен в Международную Красную книгу как уязвимый.

## Копи лювак
В Юго-Восточной Азии с помощью мусанга производится сорт кофе «копи лювак». Его название происходит от индонезийского слова «копи», означающего кофе, а также от местного названия мусанга. Эти животные поедают плоды кофе, после чего выделяют зёрна из заднего прохода почти без побочных веществ. В кишечнике зёрна кофе под воздействием определённых ферментов подвергаются ферментации, изменяющей вкусовые качества. Популярность и дороговизна такого кофе привела к распространению насильного кормления мусангов кофейными плодами в антисанитарных условиях.

## Галерея

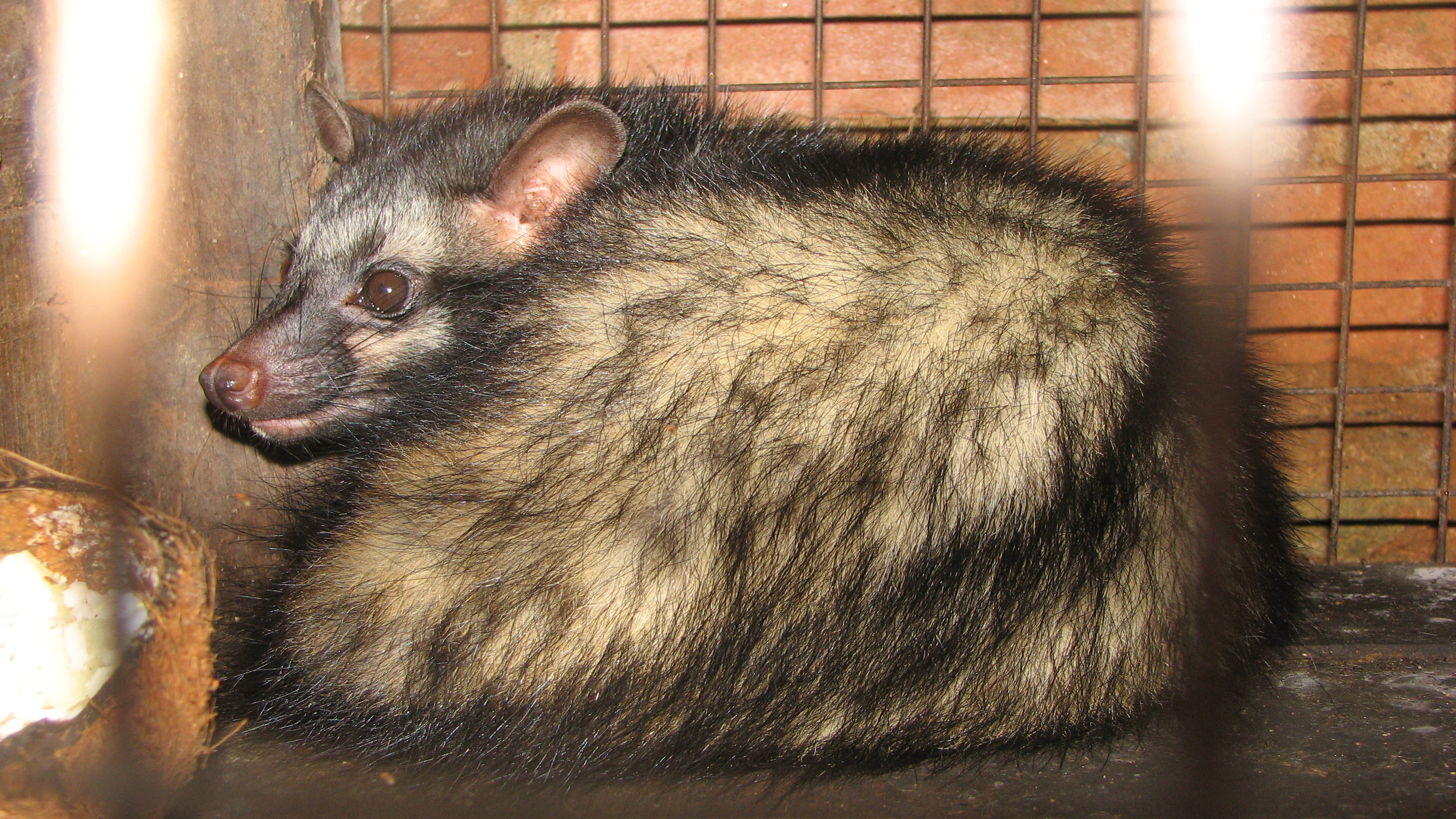
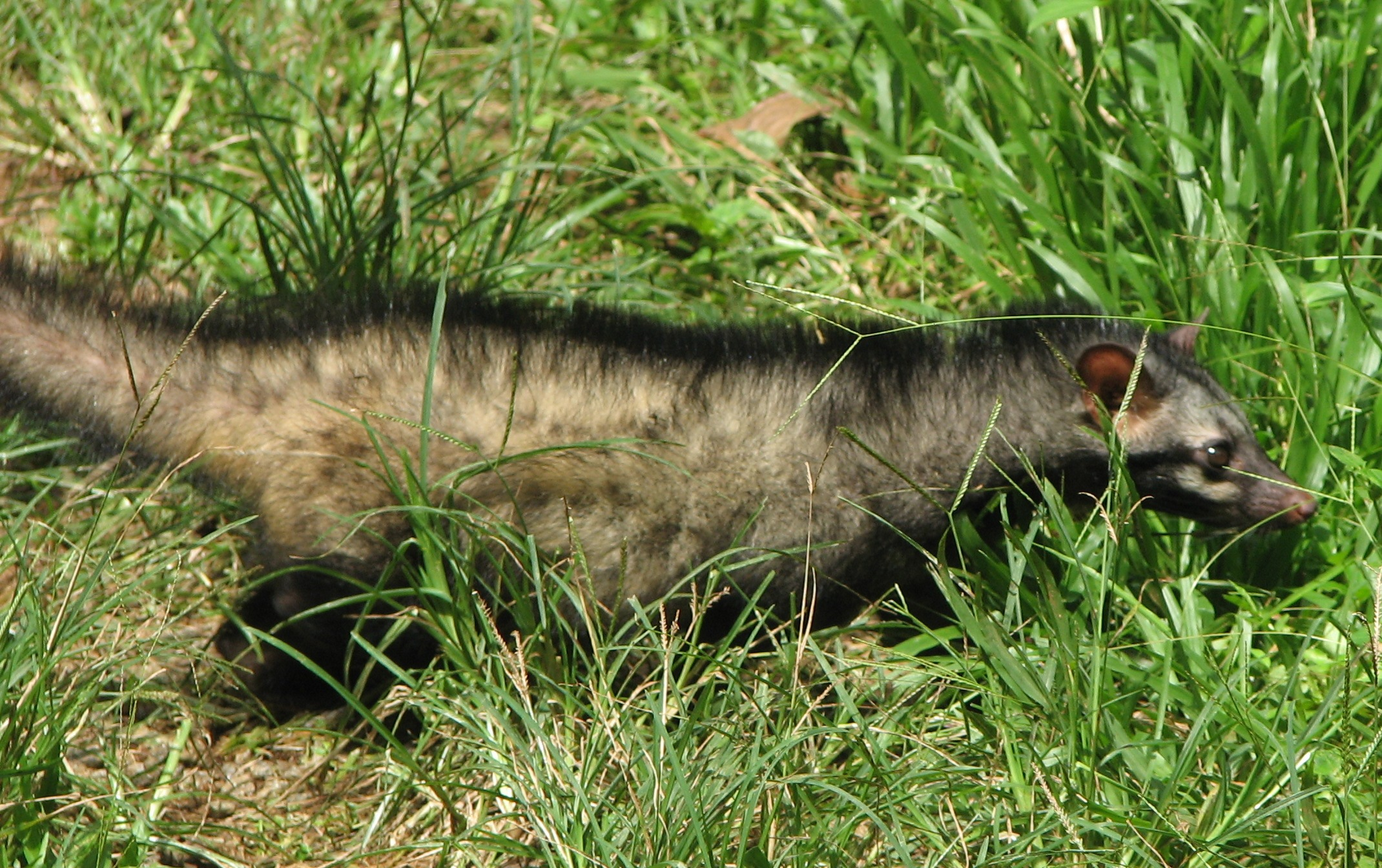
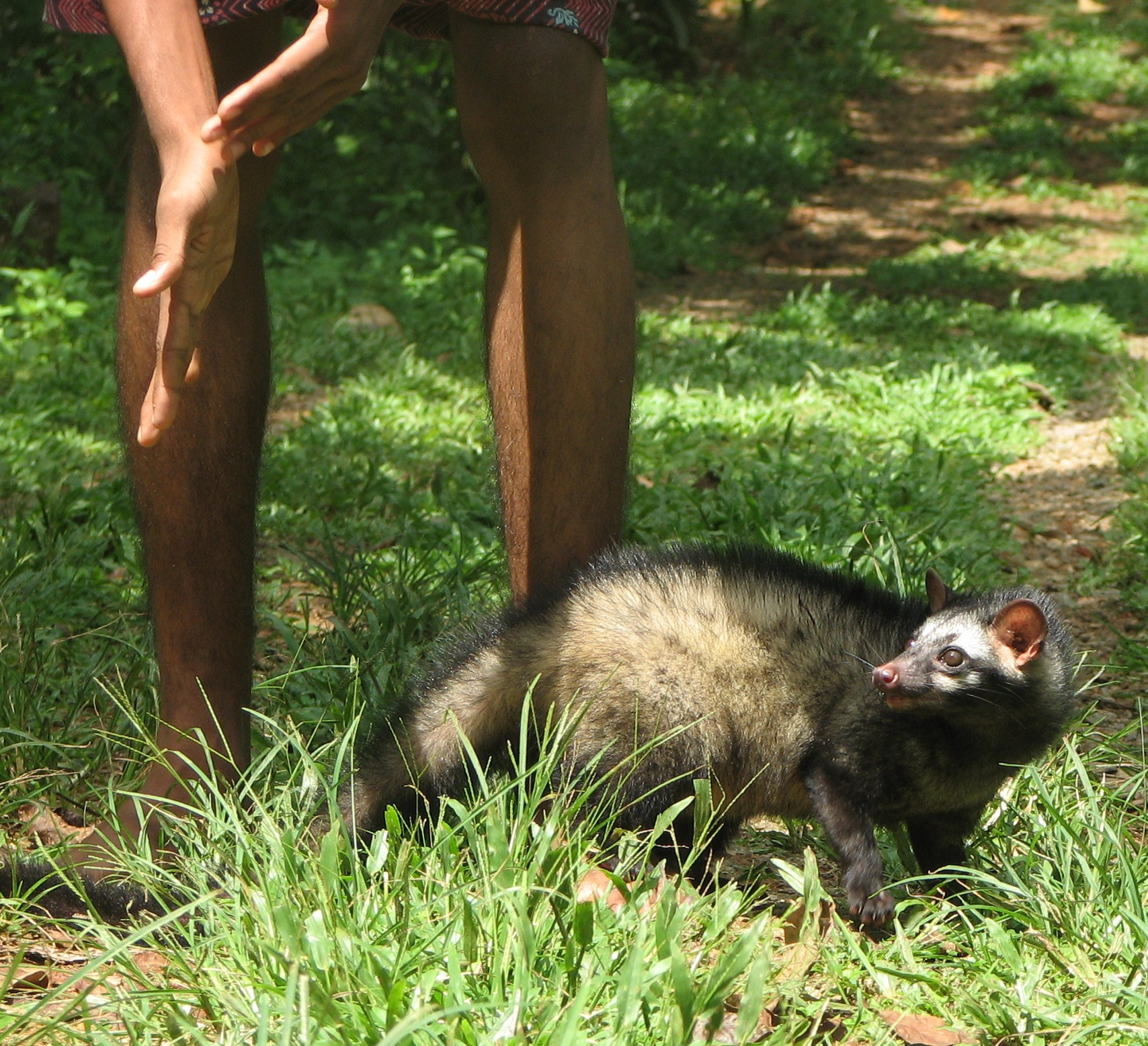
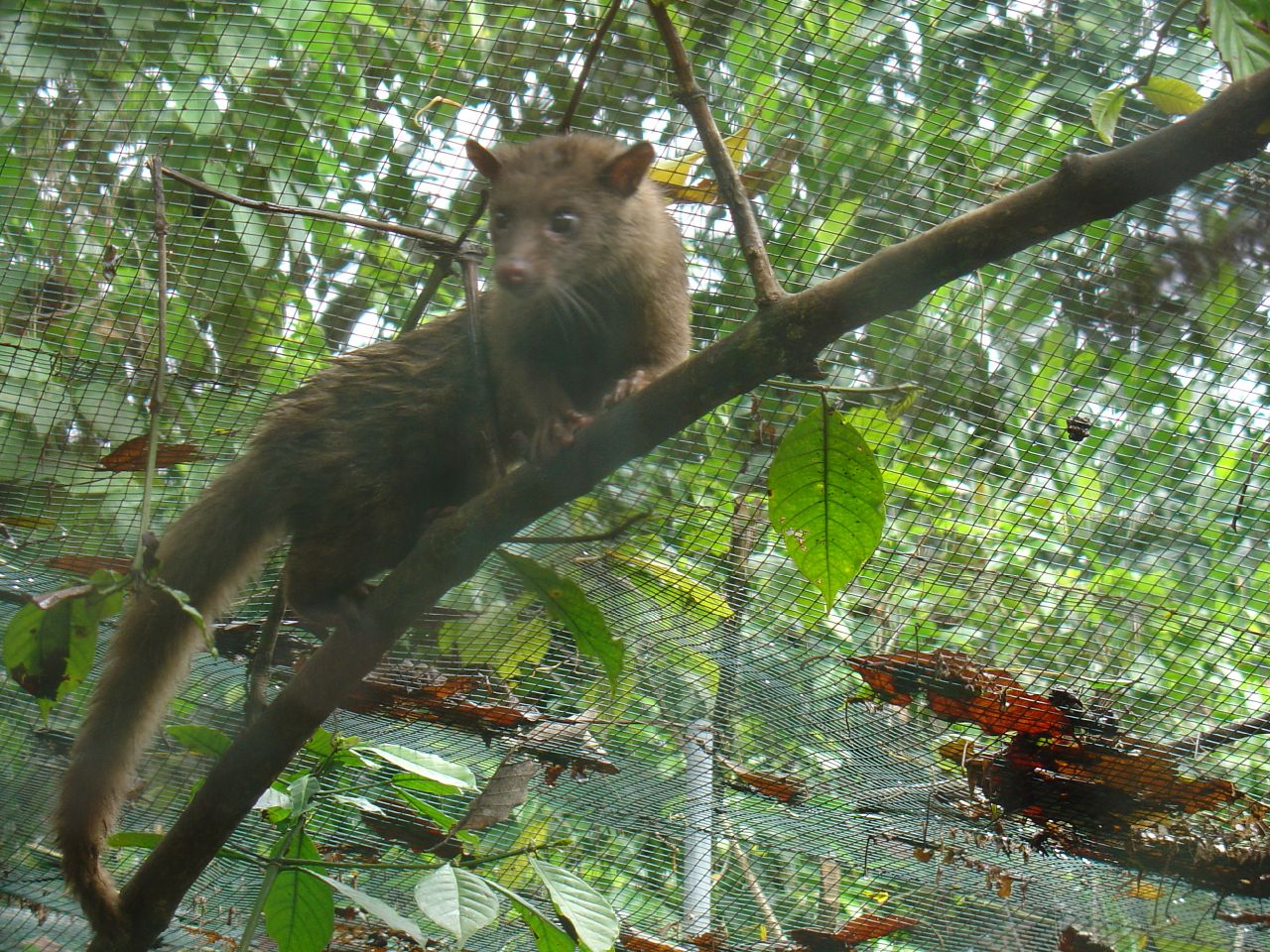
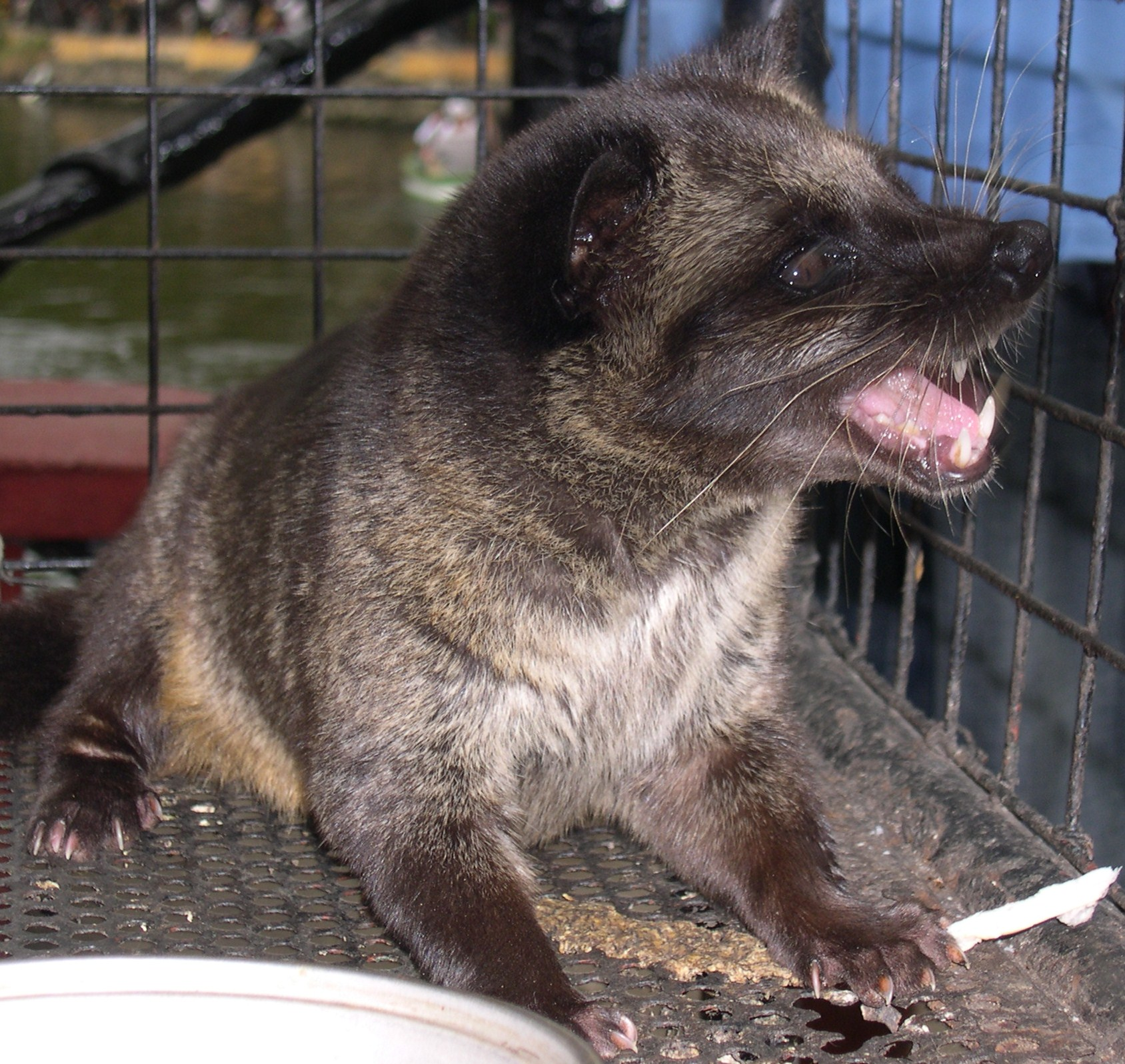
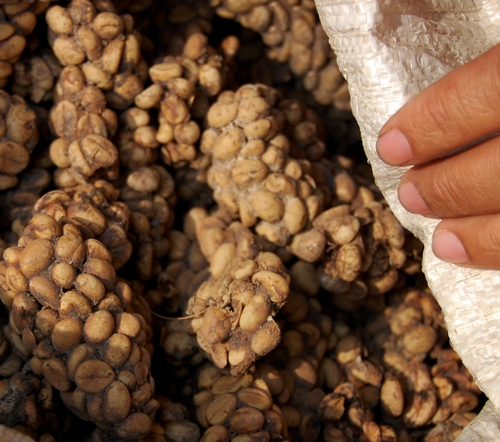
«Копи Лювак»